# 君田交通
有限会社君田交通（きみたこうつう）は、広島県三次市君田町に本社を置くバス・タクシー事業者である。

## 路線バス
川の駅三次線
- 川の駅常清（港別） - 香淀 - 三次駅前
  - JR西日本三江線の廃止代替バスで、2018年4月1日から運行を開始した。
  - 運行開始時から、備北交通のシステムを利用してPASPYを導入した[4]が、当初はICOCAを含め交通系ICカード全国相互利用サービスには非対応であった[5]。
  - 高校生の通学定期券は運行開始時から、通勤定期券は運行開始から4ヶ月後の2018年8月1日から発売を開始した[6]。
君田交通はPASPYを発行しないため、かつて備北交通が発行したPASPYまたは広島電鉄発行のPASPYに定期券情報を付加してた[7]。
  - 2019年1月29日から交通系ICカード全国相互利用サービスの片利用を開始した[8]。
  - 2025年3月29日をもってPASPYのサービス終了に伴い、交通系ICカード全国相互利用サービスも終了した。PASPYの後継システムとなるMOBIRY DAYSは、翌日の30日から利用開始[9]。なお定期券は従来通り区間式定期券なので金額式定期券では利用不可

三次市民バス 君田町線
- 赤コース　茂田（宮） - 君田支所 - 保健センター
- 緑コース　吉尾 - 君田支所 - 保健センター
- 青コース　神野瀬プラザ - 君田支所 - 保健センター - 櫃田口
  - 三次市から運行を受託している。